# Mickael Ait Issad
Pas d'image ? Cliquez ici

a Compétitions nationales et continentales officielles uniquement.

Dernière mise à jour le 24 mars 2020.
Mickael Ait Issad, né le 31 mars 1987, est un joueur de rugby à XV français qui évolue au poste de demi d'ouverture ou de centre.